# Yvon Delbos
Yvon Delbos (Thonac, 7 maggio 1885 – Parigi, 15 novembre 1956) è stato un politico francese.

## Biografia
Nato a Thonac, in Dordogna, nel 1885, fu militante del partito socialista diventando deputato nel 1924. Divenne ministro degli Esteri dal 1936 al 1938 nel governo Blum e Chautemps; fu poi ministro dell'Educazione Nazionale dal 1938 al 1940 nel governo Daladier.
Tra il 1943 e il 1945 fu deportato in un campo di concentramento tedesco. Nel dopoguerra è stato più volte ministro di diversi dicasteri. Morì a Parigi nel 1956.